# Урюп
Урюп — река в Западной Сибири, левый приток Чулыма (бассейн Оби).
Берёт начало из северных отрогов хребта Кузнецкий Алатау, в Хакасии. По верховьям реки проходит граница между Хакасией и Кемеровской областью, по низовьям — между Красноярским краем и Кемеровской областью. Длина реки — 223 км. Питание имеет снеговое и дождевое. Не судоходна. Средний расход воды — 32 м³/с. Площадь водосборного бассейна — 5610 км².

## Притоки
- 36 км: Кунгурка
- 38 км: Шушул
- 52 км: Баладык
- 74 км: Береш
- 95 км: Дудет (Средний Дудет)
- 115 км: Объюл
- 124 км: Едет
- 130 км: Кудудет
- 145 км: Кургусуюлка
- 148 км: Большой Садат
- 156 км: Яковлевка
- 196 км: Малый Урюп

## Данные водного реестра
По данным государственного водного реестра России относится к Верхнеобскому бассейновому округу, водохозяйственный участок реки — Чулым от истока до г. Ачинск, речной подбассейн реки — Чулым. Речной бассейн реки — (Верхняя) Обь до впадения Иртыша.